# Герои Социалистического Труда Ханты-Мансийского автономного округа
В настоящий список включены:

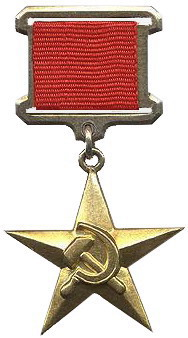
Золотая медаль «Серп и Молот»

- Герои Социалистического Труда, на момент присвоения звания проживавшие на территории современного Ханты-Мансийского автономного округа — Югры, — 38 человек;
- уроженцы Ханты-Мансийского автономного округа, удостоенные звания Героя Социалистического Труда в других регионах СССР, — 1 человек;
- Герои Социалистического Труда, прибывшие в Ханты-Мансийский автономный округ на постоянное проживание из других регионов, — 3 человека.

В таблицах отображены фамилия, имя и отчество Героев, должность и место работы на момент присвоения звания, дата Указа Президиума Верховного Совета СССР, отрасль народного хозяйства, место рождения/проживания, а также ссылка на биографическую статью на сайте «Герои страны». Формат таблиц предусматривает возможность сортировки по указанным параметрам путём нажатия на стрелку в нужной графе.

## История
Первыми в Ханты-Мансийском автономном округе звания Героя Социалистического Труда был удостоен С. Н. Урусов, которому эта высшая степень отличия была присвоена Указом Президиума Верховного Совета СССР от 29 апреля 1963 года за выдающиеся успехи, достигнутые в деле открытия и разведки месторождений полезных ископаемых.
Большинство Героев Социалистического Труда в округе приходится на нефтедобывающую отрасль — 17; остальные: строительство (трубопроводов) — 6; геология — 5; лесная промышленность — 4; газодобывающая промышленность — 3; энергетика — 2; госуправление — 1.

## Лица, удостоенные звания Героя Социалистического Труда в Ханты-Мансийском автономном округе
| №  | Фамилия, имя, отчество            | Даты жизни              | Деятельность | Дата присвоения | Отрасль       | Место рождения                  | ГС        |
| -- | --------------------------------- | ----------------------- | --- | --------------- | ------------- | ------------------------------- | --------- |
| 1  | Альшевский Михаил Иванович        | 10.05.1930 — 06.09.2001 | Директор Ун-Юганского леспромхоза Министерства лесной, целлюлозно-бумажной и деревообрабатывающей промышленности СССР, Октябрьский район Ханты-Мансийского автономного округа Тюменской области                                                                                | 29.06.1984      | леспром       | *Минская область                | [ ГС 2 ]  |
| 2  | Амвросьев Михаил Григорьевич      | 01.03.1933 — 03.04.1998 | Машинист экскаватора специализированного управления № 10 треста «Союзпроводмеханизация» Министерства строительства предприятий нефтяной и газовой промышленности СССР, гор. Нефтеюганск Ханты-Мансийского национального округа Тюменской области                               | 05.10.1973      | строительство | *Тверская область               | [ ГС 3 ]  |
| 3  | Афанасьев Иван Мефодьевич         | 27.06.1928 — 21.07.2013 | Тракторист Комсомольского леспромхоза Министерства лесной и деревообрабатывающей промышленности СССР, Ханты-Мансийский национальный округ Тюменской области | 07.05.1971      | леспром       | *Тюменская область              | [ ГС 4 ]  |
| 4  | Баев Семён Мартынович             | 01.08.1930 — 13.12.2002 | Машинист монтажного крана управления механизации № 2 треста «Тюменгазмеханизация» Министерства газовой промышленности СССР, гор. Урай Ханты-Мансийского национального округа Тюменской области                                                                                 | 30.03.1971      | газпром       | *Волгоградская область          | [ ГС 5 ]  |
| 5  | Бахилов Василий Васильевич        | 01.05.1920 — 24.05.1983 | Первый секретарь Сургутского горкома КПСС, Ханты-Мансийский национальный округ Тюменской области | 30.03.1971      | госуправление | *Тюменская область              | [ ГС 6 ]  |
| 6  | Вагапов Ядкар Сахапович           | 15.10.1929 — 01.03.1981 | Вышкомонтажник Шаимской конторы разведочного бурения треста «Тюменнефтегазразведка» Главтюменнефтегаза Министерства нефтяной промышленности СССР, Ханты-Мансийский национальный округ Тюменской области                                                                        | 30.03.1971      | нефтепром     | *Татарстан                      | [ ГС 7 ]  |
| 7  | Викулов Владимир Степанович       | 07.05.1938 — 22.03.2021 | Бывший управляющий трестом «Запсибэнергострой» Министерства энергетики и электрификации СССР, Ханты-Мансийский автономный округ Тюменской области, ныне генеральный директор Государственного производственного объединения «Братскгэсстрой» Минэнерго СССР, Иркутская область | 14.08.1990      | энергетика    | *Омская область                 | [ ГС 8 ]  |
| 8  | Даньшин Василий Васильевич        | 1938 — 05.05.1994       | Бригадир изоляционно-укладочной колонны специализированного управления № 5 треста «Спецгазстрой» Министерства строительства предприятий нефтяной и газовой промышленности СССР, Ханты-Мансийский национальный округ Тюменской области                                          | 05.10.1973      | строительство | *Брянская область               | [ ГС 9 ]  |
| 9  | Дуборенко Николай Маркович        | 1933—2006               | Машинист экскаватора управления механизированных работ № 1 треста «Нижневартовскнефтестрой» Главтюменнефтегаза Министерства нефтяной промышленности СССР, Ханты-Мансийский автономный округ Тюменской области                                                                  | 02.03.1981      | нефтепром     | *Гомельская область             | [ ГС 10 ] |
| 10 | Жумажанов Нажметдин Уакпаевич     | 20.10.1926 — 27.02.2005 | Буровой мастер Сургутской нефтеразведочной экспедиции Главтюменгеологии Министерства геологии РСФСР, Ханты-Мансийский национальный округ Тюменской области | 17.01.1975      | геология      | *Новосибирская область          | [ ГС 11 ] |
| 11 | Исянгулов Авзалетдин Гизятуллович | 14.09.1928 — 25.05.2004 | Начальник Нижневартовского управления буровых работ № 2 управления «Главтюменнефтегаз» Министерства нефтяной промышленности СССР, Ханты-Мансийский национальный округ Тюменской области                                                                                        | 30.12.1973      | нефтепром     | *Башкортостан                   | [ ГС 12 ] |
| 12 | Каспаров Александр Исакович       | 09.05.1931 — 08.06.2019 | Начальник проектно-промышленно-дорожно-строительного объединения «Запсибдорстрой» Министерства транспортного строительства СССР, Ханты-Мансийский автономный округ Тюменской области                                                                                           | 30.04.1991      | строительство | *Азербайджан                    | [ ГС 13 ] |
| 13 | Кондрашёв Иван Иванович           | 28.07.1927 — 11.02.2008 | Электросварщик строительного управления № 5 треста «Шаимгазстрой» Министерства газовой промышленности СССР, Ханты-Мансийский национальный округ Тюменской области | 30.03.1971      | газпром       | *Краснодарский край             | [ ГС 14 ] |
| 14 | Коуров Николай Александрович      | 04.02.1930 — 18.09.2006 | Бригадир малой комплексной бригады Кондинского лесопромышленного комбината Министерства лесной, целлюлозно-бумажной и деревообрабатывающей промышленности СССР, Ханты-Мансийский национальный округ Тюменской области                                                          | 17.09.1966      | леспром       | *Алтайский край                 | [ ГС 15 ] |
| 15 | Леванов Владимир Алексеевич       | 07.01.1928 — 1981       | Буровой мастер Мамонтовской конторы бурения треста «Тюменнефтегазразведка» Главтюменнефтегаза Министерства нефтяной промышленности СССР, Ханты-Мансийский национальный округ Тюменской области                                                                                 | 30.03.1971      | нефтепром     | *Татарстан                      | [ ГС 16 ] |
| 16 | Лёвин Геннадий Михайлович         | род. 31.05.1938         | Буровой мастер Мегионской конторы бурения треста «Сургутбурнефть» Главтюменнефтегаза Министерства нефтяной промышленности СССР, Ханты-Мансийский национальный округ Тюменской области                                                                                          | 30.03.1971      | нефтепром     | *Азербайджан                    | [ ГС 17 ] |
| 17 | Малыгин Семён Лукич               | 08.11.1925 — 18.01.2008 | Буровой мастер Мегионской нефтеразведочной экспедиции Главного Тюменского производственного геологического управления Министерства геологии РСФСР, Ханты-Мансийский национальный округ Тюменской области                                                                       | 20.04.1971      | геология      | *Тюменская область              | [ ГС 18 ] |
| 18 | Мелик-Карамов Николай Борисович   | 05.04.1930 — 07.04.1975 | Буровой мастер Усть-Балыкской нефтеразведочной экспедиции Тюменского геологического управления Министерства геологии РСФСР, Ханты-Мансийский национальный округ Тюменской области                                                                                              | 04.07.1966      | геология      | *Чечня                          | [ ГС 19 ] |
| 19 | Нежданов Николай Павлович         | 01.01.1932 — 14.09.2004 | Бригадир монтажников строительного управления № 44 треста «Мегионгазстрой» Министерства строительства предприятий нефтяной и газовой промышленности СССР, Ханты-Мансийский национальный округ Тюменской области                                                                | 05.10.1973      | строительство | *Свердловская область           | [ ГС 20 ] |
| 20 | Панасевич Вера Ивановна           | род. 26.01.1937         | Бригадир комплексной бригады Сургутского домостроительного комбината Министерства энергетики и электрификации СССР, Ханты-Мансийский автономный округ Тюменской области | 29.04.1986      | энергетика    | *Восточно-Казахстанская область | [ ГС 21 ] |
| 21 | Пестерев Владимир Николаевич      | 13.02.1940 — 23.11.2003 | Бурильщик капитального ремонта скважин нефтегазодобывающего управления «Быстринскнефть» производственного объединения «Сургутнефтегаз» Министерства нефтяной промышленности СССР, Ханты-Мансийский автономный округ Тюменской области                                          | 29.04.1986      | нефтепром     | *Башкортостан                   | [ ГС 22 ] |
| 22 | Петров Григорий Кузьмич           | 19.12.1931 — 17.09.2016 | Мастер буровой бригады Нижневартовского управления буровых работ № 2 Главтюменнефтегаза Министерства нефтяной промышленности СССР, Ханты-Мансийский национальный округ Тюменской области                                                                                       | 27.12.1973      | нефтепром     | *Башкортостан                   | [ ГС 23 ] |
| 23 | Прозоров Георгий Николаевич       | 26.02.1936 — 23.11.2021 | Бригадир комплексной бригады строительного управления № 13 комсомольско-молодёжного треста «Мегионгазстрой» Министерства строительства предприятий нефтяной и газовой промышленности СССР, гор. Нижневартовск Ханты-Мансийского автономного округа Тюменской области           | 21.02.1986      | строительство | *Удмуртия                       | [ ГС 24 ] |
| 24 | Пятков Виктор Евгеньевич          | 05.11.1929 — 03.09.2008 | Оператор по добыче нефти и газа нефтегазодобывающего управления «Юганскнефть» Главтюменнефтегаза Министерства нефтяной промышленности СССР, Ханты-Мансийский автономный округ Тюменской области                                                                                | 02.03.1981      | нефтепром     | *Башкортостан                   | [ ГС 25 ] |
| 25 | Салманов Фарман Курбан оглы       | 28.07.1931 — 31.03.2007 | Начальник Правдинской нефтеразведочной экспедиции Тюменского геологического управления Министерства геологии РСФСР, Ханты-Мансийский национальный округ Тюменской области | 04.07.1966      | геология      | *Азербайджан                    | [ ГС 26 ] |
| 26 | Сергеев Максим Иванович           | 15.09.1926 — 10.05.1987 | Буровой мастер Усть-Балыкской конторы бурения треста «Сургутбурнефть» Главтюменнефтегаза Министерства нефтяной промышленности СССР, Ханты-Мансийский национальный округ Тюменской области                                                                                      | 30.03.1971      | нефтепром     | *Башкортостан                   | [ ГС 27 ] |
| 27 | Сидорейко Василий Ларионович      | 13.07.1950 — 02.11.2020 | Буровой мастер Сургутского управления буровых работ № 2 производственного объединения «Сургутнефтегаз» Министерства нефтяной промышленности СССР, Ханты-Мансийский автономный округ Тюменской области                                                                          | 20.02.1987      | нефтепром     | *Гомельская область             | [ ГС 28 ] |
| 28 | Сливин Николай Павлович           | 06.12.1925 — ????       | Оператор по добыче нефти и газа нефтегазодобывающего управления «Нижневартовскнефть» Главтюменнефтегаза Министерства нефтяной промышленности СССР, Ханты-Мансийский национальный округ Тюменской области                                                                       | 30.12.1973      | нефтепром     | *Самарская область              | [ ГС 29 ] |
| 29 | Смирнов Владимир Иванович         | 02.08.1927 — 28.08.2003 | Бригадир комплексной бригады строительного управления № 10 треста «Нефтеюганскгазстрой» Министерства строительства предприятий нефтяной и газовой промышленности СССР, Ханты-Мансийский автономный округ Тюменской области                                                     | 16.05.1980      | строительство | *Витебская область              | [ ГС 30 ] |
| 30 | Суздальцев Александр Иванович     | род. 12.10.1937         | Оператор по добыче нефти и газа нефтегазодобывающего управления «Нижневартовскнефть» имени В. И. Ленина Главтюменнефтегаза Министерства нефтяной промышленности СССР, Ханты-Мансийский национальный округ Тюменской области                                                    | 12.05.1977      | нефтепром     | *Башкортостан                   | [ ГС 31 ] |
| 31 | Тимаков Владимир Григорьевич      | 20.01.1930 — 03.04.1988 | Старший оператор нефтегазодобывающего управления «Сургутнефть» Главтюменнефтегаза Министерства нефтяной промышленности СССР, Ханты-Мансийский национальный округ Тюменской области                                                                                             | 11.03.1976      | нефтепром     | *Татарстан                      | [ ГС 32 ] |
| 32 | Урусов Семён Никитич              | 04.01.1926 — 22.04.1991 | Буровой мастер Шаимской нефтеразведочной экспедиции Тюменского геологического управления Главного управления геологии и охраны недр при Совете Министров РСФСР, Ханты-Манскийский автономный округ Тюменской области                                                           | 29.04.1963      | геология      | *Тюменская область              | [ ГС 33 ] |
| 33 | Фаррахов Минихази Минивалеевич    | 19.03.1931 — 01.02.2003 | Начальник цеха по добыче нефти и газа нефтегазодобывающего управления «Мамонтовнефть» производственного объединения «Юганскнефтегаз» Министерства нефтяной промышленности СССР, Ханты-Мансийский автономный округ Тюменской области                                            | 29.04.1986      | нефтепром     | *Башкортостан                   | [ ГС 34 ] |
| 34 | Филимонов Александр Николаевич    | 22.11.1927 — 17.08.1999 | Директор Усть-Балыкской конторы бурения треста «Сургутбурнефть» Главтюменнефтегаза Министерства нефтяной промышленности СССР, Ханты-Мансийский национальный округ Тюменской области                                                                                            | 30.03.1971      | нефтепром     | *Башкортостан                   | [ ГС 35 ] |
| 35 | Шакшин Анатолий Дмитриевич        | 13.01.1929 — 22.11.2010 | Буровой мастер Шаимской конторы бурения треста «Тюменнефтегазразведка» Министерства нефтедобывающей промышленности СССР, Ханты-Мансийский национальный округ Тюменской области                                                                                                 | 23.05.1966      | нефтепром     | *Башкортостан                   | [ ГС 36 ] |
| 36 | Ягафаров Сабит Фатихович          | 01.01.1935 — 15.06.1981 | Буровой мастер Нижневартовского управления буровых работ № 2 Главтюменнефтегаза Министерства нефтяной промышленности СССР, Ханты-Мансийский национальный округ Тюменской области                                                                                               | 21.07.1975      | нефтепром     | *Башкортостан                   | [ ГС 37 ] |
| 37 | Яковлев Евгений Николаевич        | род. 17.10.1931         | Генеральный директор производственного объединения по транспортировке и поставке газа «Тюментрансгаз» Главтюменгазпрома Министерства газовой промышленности СССР, Ханты-Мансийский автономный округ Тюменской области                                                          | 21.02.1986      | газпром       | *Курская область                | [ ГС 38 ] |

## Уроженцы Ханты-Мансийского автономного округа, удостоенные звания Героя Социалистического Труда в других регионах СССР
| № | Фамилия, имя, отчество                 | Даты жизни        | Деятельность                                                                                | Дата присвоения | Отрасль | Место рождения   | ГС       |
| - | -------------------------------------- | ----------------- | ------------------------------------------------------------------------------------------- | --------------- | ------- | ---------------- | -------- |
| 1 | Кравчук (Сафонова) Римма Александровна | 03.04.1926 — ???? | Директор элитно-семеноводческого совхоза «Шаровка» Ярмолинецкого района Хмельницкой области | 23.06.1966      | сельхоз | Кондинский район | [ ГС 1 ] |

## Герои Социалистического Труда, прибывшие в Ханты-Мансийский автономный округ на постоянное проживание из других регионов
| № | Фамилия, имя, отчество         | Даты жизни              | Деятельность                                                                                   | Дата присвоения | Отрасль   | Место проживания | ГС       |
| - | ------------------------------ | ----------------------- | ---------------------------------------------------------------------------------------------- | --------------- | --------- | ---------------- | -------- |
| 1 | Бревин Александр Михайлович    | 07.11.1920 — 18.01.2003 | Тракторист Заводоуковского леспромхоза Тюменской области                                       | 05.10.1957      | леспром   | Советский        | [ ГС 1 ] |
| 2 | Сосов Иван Власович            | 1930—2000               | Тракторист-комбайнёр Орджоникидзевского совхоза Орджоникидзевского района Кустанайской области | 11.01.1957      | сельхоз   | Мегион           | [ ГС 2 ] |
| 3 | Тимченко Александр Григорьевич | 25.03.1927 — 28.04.1984 | Бригадир вышкомонтажной конторы треста «Татбурнефть» Татарского совнархоза                     | 19.03.1959      | нефтепром | Сургут           | [ ГС 3 ] |